# گارا مدور
گارا مدور (به فرانسوی: Gara Medouar) یک منطقهٔ مسکونی در مراکش است که در سجلماسه واقع شده‌است. گارا مدور ۵۰ متر بالاتر از سطح دریا واقع شده‌است.